# 영주중앙고등학교
영주중앙고등학교는 경상북도 영주시에 있었던 사립 고등학교이다.

## 연혁
- 1975년 : 개교[1]
- 2001년 : 폐교 및 영주제일고등학교와 통합[2]

## 폐교 이후
폐교 이후, 영주중앙고등학교 부지는 경북전문대학교에서 활용하고 있다.